# 六が池町
六が池町（ろくがいけちょう）は、愛知県名古屋市北区の地名。丁番を持たない単独町名である。住居表示未実施。

## 地理
北区北東部に位置する。南は桐畑町、西は如意・北久手町と春日井市宗法町が西から北に掛けて所在し、東は春日井市に接する。また、名古屋飛行場の敷地にあたる部分が楠町如意として残っており、北東で接している。

### 河川
- 生棚川

### 湖沼
- 六ケ池

## 歴史

### 由来
旧楠町大字如意の字名に由来する。また、字名自体は地区内にある六ケ池に由来する。

### 沿革
- 1978年（昭和53年）8月27日 - 楠町大字如意（字摺鉢池・御花街道・六ヶ池・大屋敷の各一部）の一部を改称[1]。

## 世帯数と人口
2019年（平成31年）1月1日現在の世帯数と人口は以下の通りである。
| 町丁     | 世帯数  | 人口    |
| -------- | ------- | ------- |
| 六が池町 | 472世帯 | 1,060人 |

### 人口の変遷
国勢調査による人口および世帯数の推移。
| 1995年（平成7年）  | 385世帯 1146人 |  |
| 2000年（平成12年） | 384世帯 1063人 |  |
| 2005年（平成17年） | 411世帯 1073人 |  |
| 2010年（平成22年） | 418世帯 1060人 |  |
| 2015年（平成27年） | 446世帯 1074人 |  |

## 学区
市立小・中学校に通う場合、学校等は以下の通りとなる。また、公立高等学校に通う場合の学区は以下の通りとなる。
| 番・番地等 | 小学校               | 中学校             | 高等学校 |
| ---------- | -------------------- | ------------------ | -------- |
| 全域       | 名古屋市立如意小学校 | 名古屋市立楠中学校 | 尾張学区 |

## 交通

### バス
- 名古屋市営バス（名古屋市交通局）
  - 如意住宅停留所 - 降車停[WEB 12]

### 道路
- 愛知県道62号春日井稲沢線

## 施設
- 如意幼稚園
- 天理教岐保分教会
- マンサイ家具プラスリビング北店
- 朝日金属
- 如意会館

1983年（昭和58年）4月開館。名古屋市が名古屋空港の航空機騒音対策として、WECPNLが70以上の学区に設置を進めた学習供用施設で、楠学習センターに次いで2箇所目。鉄筋コンクリート2階建てで、延床面積は500平方メートル。1階に和室が2室、遊戯室、ホールを、2階に集会室、小中学生向けの学習室などを備える。騒音対策として、二重窓、冷暖房を完備しており、総工費は1億1600万円であった。総工費のうち、7460万円は国庫負担、愛知県も1860万円を負担した。

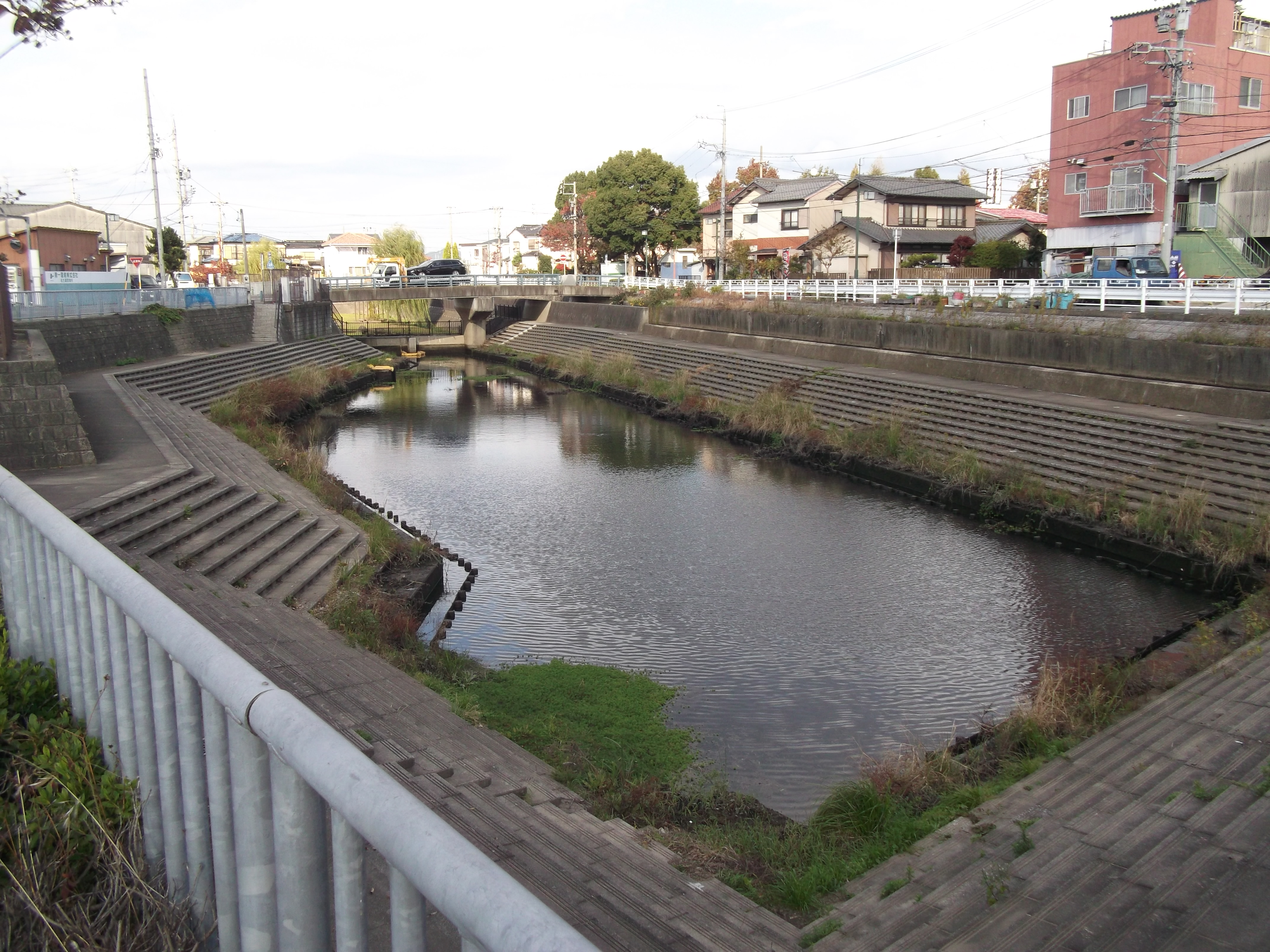
六ケ池（橋の南側）
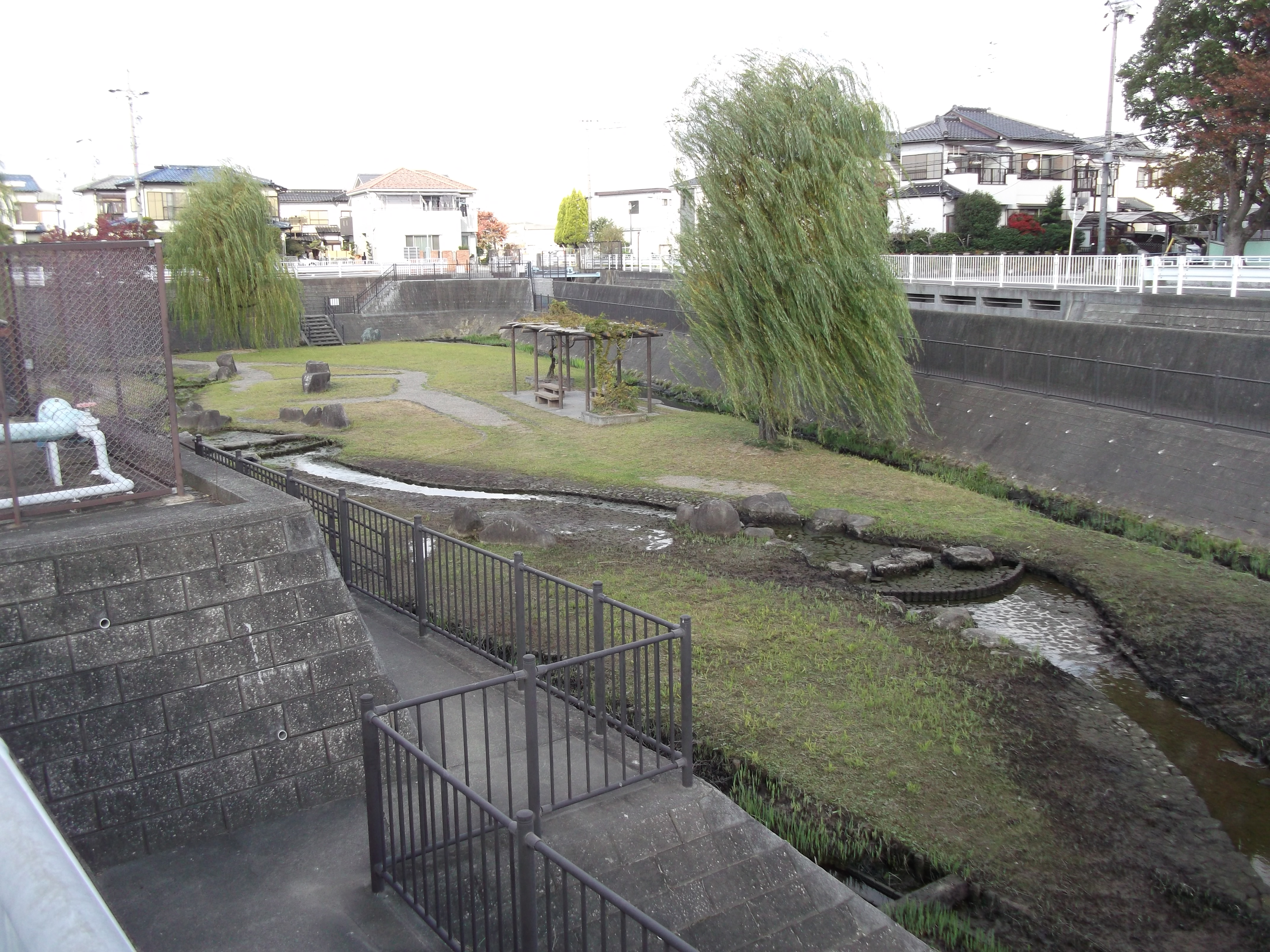
六ケ池（橋の北側）
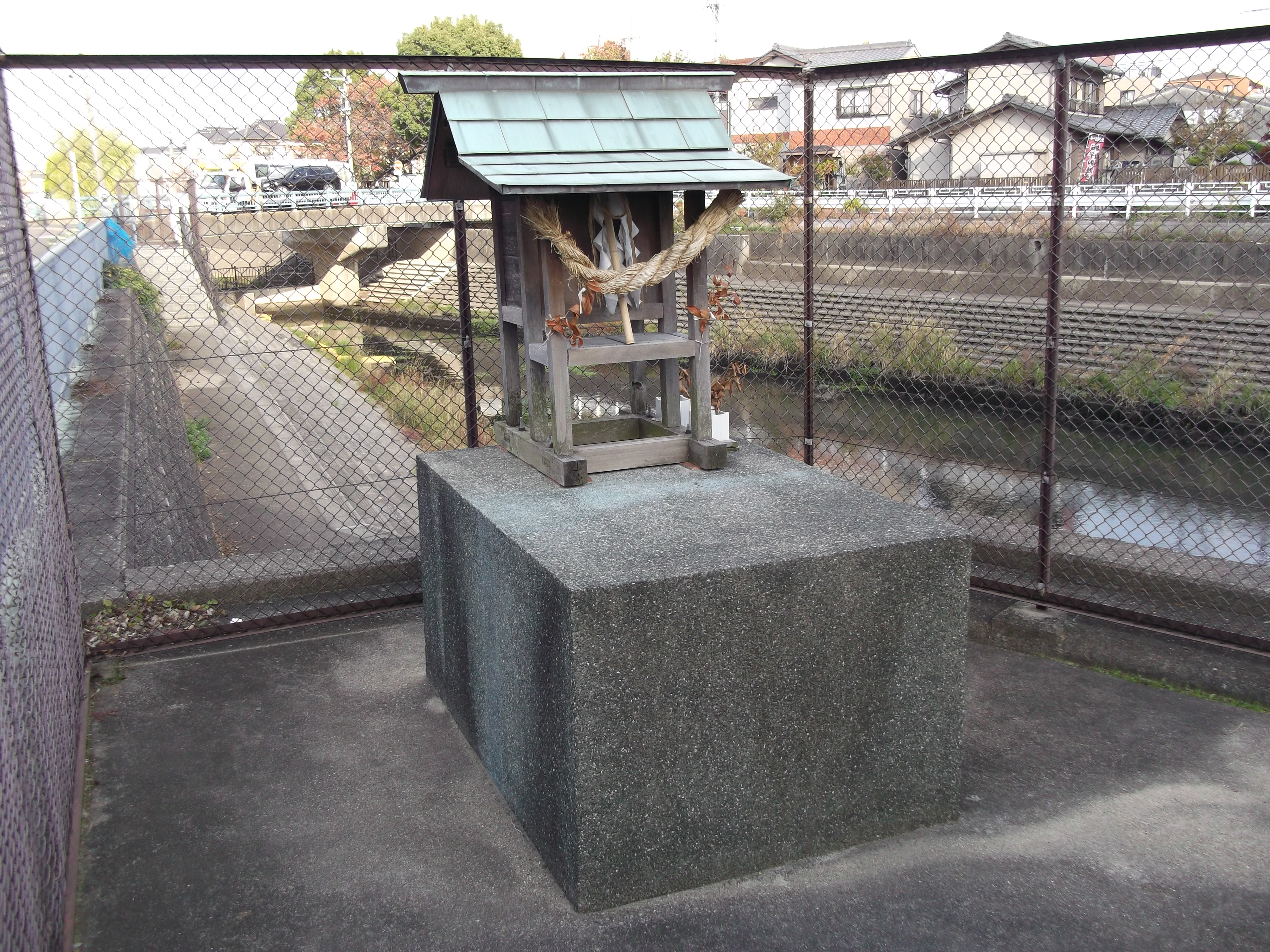
六ケ池脇にある祠
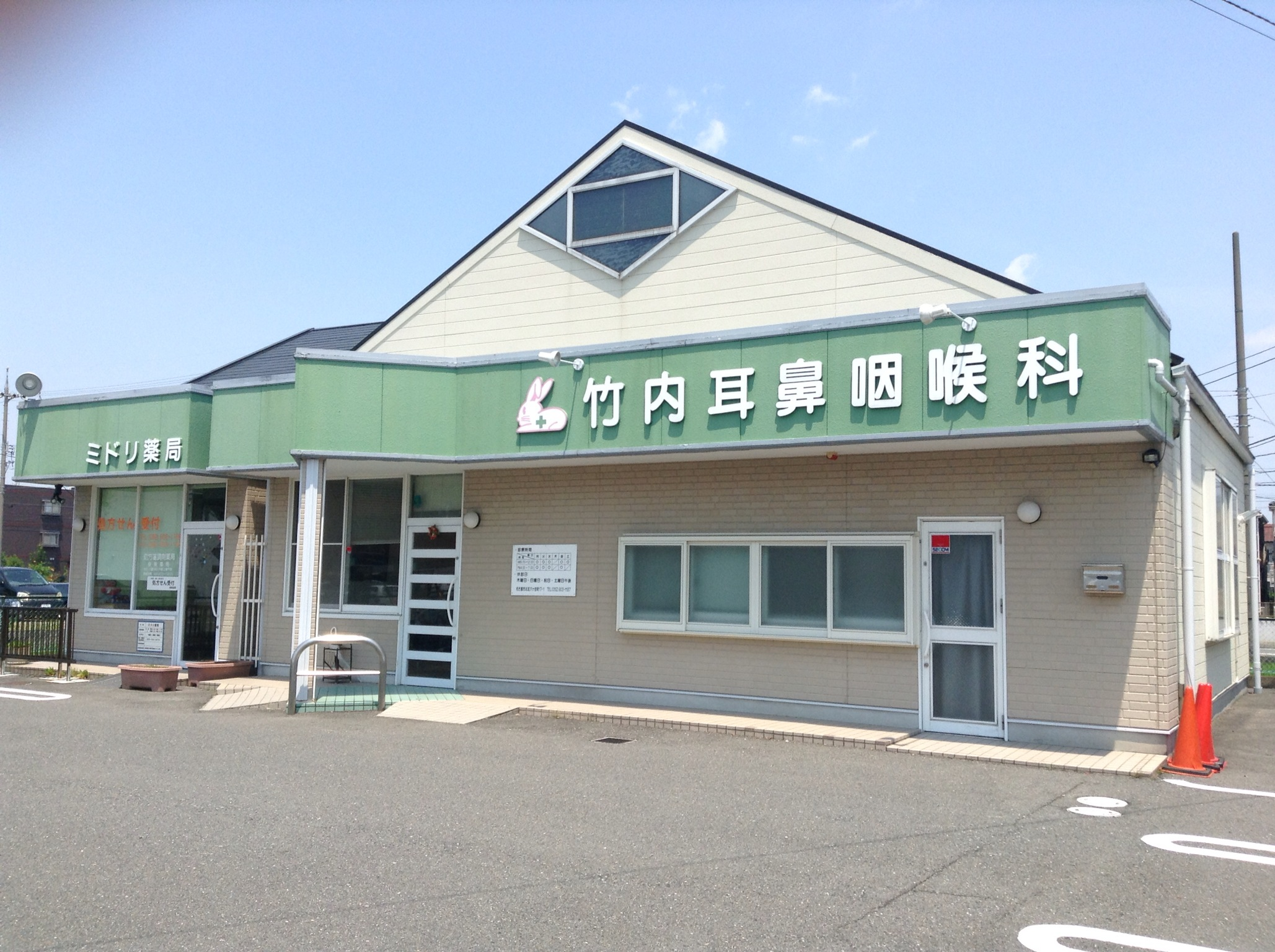
竹内耳鼻咽喉科

## その他

### 日本郵便
- 郵便番号 : 462-0002[WEB 2]（集配局：名古屋北郵便局[WEB 13]）。

### WEB
1. 1 2  “町・丁目(大字)別、年齢(10歳階級)別公簿人口(全市・区別)”.   名古屋市 (2019年1月23日). 2019年1月23日閲覧。
2. 1 2  “郵便番号”.  日本郵便. 2019年1月6日閲覧。
3. ↑  “市外局番の一覧”.   総務省. 2019年1月6日閲覧。
4. ↑  “北区の町名一覧”.   名古屋市 (2015年10月21日). 2019年1月12日閲覧。
5. ↑  総務省統計局 (2014年3月28日). “平成7年国勢調査の調査結果(e-Stat) - 男女別人口及び世帯数 －町丁・字等” (CSV). 2021年7月20日閲覧。
6. ↑  総務省統計局 (2014年5月30日). “平成12年国勢調査の調査結果(e-Stat) - 男女別人口及び世帯数 －町丁・字等” (CSV). 2021年7月20日閲覧。
7. ↑  総務省統計局 (2014年6月27日). “平成17年国勢調査の調査結果(e-Stat) - 男女別人口及び世帯数 －町丁・字等” (CSV). 2021年7月21日閲覧。
8. ↑  総務省統計局 (2012年1月20日). “平成22年国勢調査の調査結果(e-Stat) - 男女別人口及び世帯数 －町丁・字等” (CSV). 2021年7月21日閲覧。
9. ↑  総務省統計局 (2017年1月27日). “平成27年国勢調査の調査結果(e-Stat) - 男女別人口及び世帯数 －町丁・字等” (CSV). 2021年7月21日閲覧。
10. ↑  “市立小・中学校の通学区域一覧”.   名古屋市 (2018年11月10日). 2019年1月14日閲覧。
11. ↑  “平成29年度以降の愛知県公立高等学校（全日制課程）入学者選抜における通学区域並びに群及びグループ分け案について”.   愛知県教育委員会 (2015年2月16日). 2019年1月14日閲覧。
12. ↑  名古屋市交通局 なごや地図ナビ 如意住宅2013年8月31日閲覧。
13. ↑  郵便番号簿 平成29年度版 - 日本郵便. 2019年01月06日閲覧 (PDF)

### 書籍
1. 1 2  名古屋市北区役所市民室 1979, p. 68.
2. ↑  名古屋市北区役所市民室 1979, p. 29.
3. 1 2 3 4 5 6  “兼用のコミュニティーセンター 「如意会館」が完成 北区できょう完成式”. 毎日新聞. (1983年4月27日)